# Sabine Bode (Journalistin, 1969)
Sabine Bode (* 9. August 1969 in Recklinghausen) ist eine deutsche Autorin und Komikerin.

## Leben und Wirken
Sabine Bode arbeitete nach dem Studium der Anglistik, Germanistik und Publizistik an der Westfälischen Wilhelms-Universität in Münster als Autorin und Journalistin, u. a. für den WDR-Hörfunk (Eins Live, WDR 2), SWR 1 und Zeitschriften (Die Woche, Brigitte).
Von 1999 bis 2003 war sie Redaktionsleiterin des Stadtmagazins coolibri, Ausgabe Bergisches Land, und ist seit 2005 Chefautorin der Ruhrgebietsausgabe des Magazins.
Als Comedy-Autorin schrieb sie für TV-Formate wie Die Harald Schmidt Show, 7 Tage, 7 Köpfe, Anke Late Night, Was guckst du?, Hapes Halbe Stunde, Schmidt & Pocher, SketchUp sowie TV Total. Außerdem schrieb sie an Bühnenprogrammen für Hape Kerkeling, Atze Schröder u. a.
2012 entstand ihre erste Solo-Lese-Show Nur was da hängt. 2013 gründete sie mit Jörg-Degenkolb-Değerli die LateNightLeseShow Schwatzfahrer. Sie tritt außerdem in Mix-Shows (z. B. ComedyCarl, Nachtschnittchen) und auf Lesebühnen auf.
2016 erschien im Lappan-Verlag ihre Eltern-Satire Kinder sind ein Geschenk, aber ein Wellness-Gutschein hätt’s auch getan, was gleichzeitig der Titel ihres zweiten Bühnenprogramms ist.
2018 war sie Co-Patin und teilnehmende Künstlerin des Projekts Sisters Of Comedy – nachgelacht in Herne.
2019 erschien im Goldmann-Verlag ihre Satire Älterwerden ist voll sexy, man stöhnt mehr, die zum Bestseller avancierte. Das Buch erreichte Platz 2 der Spiegel-Jahresbestseller-Liste des Jahres 2020 im Bereich Sachbuch/Paperback.
2020 feierte sie mit ihrem Bühnenprogramm Alter, was willst du von mir? Premiere.
2021 folgte im Goldmann-Verlag mit Lassen Sie mich durch, ich muss zum Yoga eine Persiflage auf den Wellness-Boom.
2023 erschien das satirische Ruhrgebiets-Buch Das Buch Hömma – da wisse bekloppt. 
2024 veröffentlichte sie mit Ich will aber Agnetha sein! Verehrt, verhöhnt, verföhnt: Mein Leben mit ABBA eine humoristische Annäherung an das Phänomen ABBA. 
Sabine Bode lebt in Bochum.

## Werke
- Kinder sind ein Geschenk, aber ein Wellness-Gutschein hätt’s auch getan! erweiterte Neuausgabe, Ullstein Verlag, Berlin 2022, ISBN 978-3-5480-6751-3.
- Älterwerden ist voll sexy, man stöhnt mehr. Goldmann Verlag, München 2019, ISBN 978-3-442-15991-8.
- Lassen Sie mich durch, ich muss zum Yoga. Goldmann Verlag, München 2021, ISBN 978-3-442-31625-0.
- Sorgen sind wie Nudeln, man macht sich immer zu viele. Goldmann Verlag, München 2022, ISBN 978-3-442-31675-5.
- Das Buch HÖMMA - da wisse bekloppt. Lappan Verlag, Oldenburg 2023, ISBN 978-3-8303-6411-5.
- Ich will aber Agnetha sein! Verehrt, verhöhnt, verföhnt: Mein Leben mit ABBA. Goldmann Verlag, München 2024, ISBN 978-3-442-18000-4.

## Alben (CD)
Lassen Sie mich durch, ich muss zum Yoga, gesprochen von der Autorin, Der Hörverlag 2020

## Comedy-Bühnenprogramme
2016–2019: Kinder sind ein Geschenk, aber ein Wellness-Gutschein hätt’s auch getan
2020: Alter, was willst du von mir?
Seit 2024: Postjugendlich – Bestseller-Best-of